# Rens
Rens ist ein dänischer Ort mit 244 Einwohnern (1. Januar 2023) etwa 2 km nördlich der Grenze zu Deutschland im äußersten Südwesten der Aabenraa Kommune. Rens liegt (Luftlinie) ungefähr 5 km südlich von Bylderup-Bov, 8 km nordwestlich des deutschen Ortes Ladelund und 11 km südwestlich von Tinglev.

## Museum
In Rens befindet sich das Museum Mellem slesvigske grænser, in dem es Ausstellungen zum Deutsch-Dänischen Krieg 1864, dem Ersten Weltkrieg und der Wiedervereinigung Nordschleswigs mit Dänemark gibt.